# (8509) 1991 FV2
A (8509) 1991 FV2 a Naprendszer kisbolygóövében található aszteroida. Henri Debehogne fedezte fel 1991. március 20-án.